# Взрыв МБР Titan II в Арканзасе
Взрыв МБР Titan II в Арканзасе — катастрофа со стратегическим носителем ядерного оружия — межконтинентальной баллистической ракетой LGM-25C Titan II, произошедшая 18—19 сентября 1980 года, в 5,3 км от небольшого города Дамаскус в Арканзасе, США. Ракета, стоящая на боевом дежурстве и оснащённая 9-мегатонной боеголовкой W53, была уничтожена взрывом паров топлива, скопившихся в пусковой шахте. Около 18:30 18 сентября ремонтник уронил на рабочую платформу насадку для торцевого гаечного ключа, которая, прокатившись по платформе, упала в шахту, отскочила от её дна и пробила топливный бак первой ступени ракеты. Это вызвало утечку ядовитого и взрывоопасного топлива (аэрозина — смеси гидразина и несимметричного диметилгидразина). Была объявлена эвакуация ракетного комплекса и окружающей территории. Во время работ по ликвидации аварии в 3 часа ночи 19 сентября пары топлива, заполнившие шахту, взорвались. Погиб один человек, 21 человек ранен (все — из персонала ВВС США). Взрывом сорвало 740-тонную крышку шахты и выбросило наружу вторую ступень ракеты и боеголовку. Боеголовка была найдена примерно в 30 метрах от шахты, утечки радиоактивных веществ не произошло.
По мотивам события был снят фильм.